# André Comte-Sponville
Pour l’article homonyme, voir Sponville.
André Comte-Sponville, né le 12 mars 1952 à Paris, est un philosophe français.
Il se fait connaître du grand public avec la publication, en 1995, de son septième livre Petit Traité des grandes vertus.

## Biographie

### Famille, enfance et formation
André Comte-Sponville est le fils de Louise Le Borgne et Pierre Comte-Sponville, d'origine lorraine. Son père, né Comte, avait été hébergé dans sa petite enfance chez des voisins sans enfant, les Sponville, et a légalement ajouté leur nom au sien à sa majorité. 
Au sortir d'une enfance « plutôt malheureuse » passée rue Ledion à Paris 14e, « dans une famille déchirée, avec un père très méprisant, une mère aimante mais dépressive », André Comte-Sponville s'est « découvert peu doué pour la vie, peu porté au bonheur, davantage doué pour l’angoisse, la mélancolie : raison pour laquelle [il a] besoin de philosopher. »
Il souffre alors de trouble de l’élocution et à onze ans se voit romancier. Élevé dans la tradition catholique, il fréquente au sein du lycée François-Villon à Paris, près de la porte de Vanves, l'aumônier Bernard Feillet, qui lui fait lire les Pensées de Blaise Pascal et Crainte et Tremblement de Søren Kierkegaard . Auprès de celui-ci, proche du futur évêque d'Évreux Jacques Gaillot et mal noté par son évêque, il envisage de devenir prêtre. Il accomplit des retraites à Taizé et à la Trappe.
Marqué par Mai 68, qui est l'occasion pour lui de s'affirmer contre son père, c'est à dix-sept ans, en classe de terminale, qu'il rencontre l'athéisme en la personne de son professeur Pierre Hervé, figure de la Résistance qui initie ses élèves à la phénoménologie de Maurice Merleau-Ponty et de Jean-Paul Sartre. Ses écrits, encore brouillons, deviennent prolixes et philosophiques : « J’ai lu Céline et Proust vers dix-huit dix-neuf ans. J’ai vu d’évidence que je ne ferais jamais aussi bien alors qu’en philosophie, quitte à paraître immodeste, je n’ai pas été écrasé d’admiration pour mes contemporains. Je me suis mis au travail avec la volonté de faire une œuvre. »
À dix-huit ans, tout en gardant pour le christianisme un « sentiment de gratitude », il quitte la Jeunesse étudiante chrétienne pour le Parti communiste français. Il s'y lie à Jean  Salem, son meilleur ami d'alors et y adhère pendant dix ans. Porté par l'espoir de renouveau qu'est l'eurocommunisme, il consacre l'essentiel de son temps à l'Union des étudiants communistes (UEC) et est élu au bureau parisien tout en poursuivant son cursus en hypokhâgne à Louis le Grand. En khâgne dans le même lycée, il a pour professeur de philosophie le charismatique André Pessel, et rencontre Marc Wetzel avec lequel il noue une longue amitié. Il s'initie au marxisme en lisant « presque tous [l]es livres » de Louis Althusser, figure qui a marqué toute une génération de laquelle il dira : « il était mon maître, et l'est resté »,.
C'est de celui-ci qu'en intégrant en 1972 l'École normale supérieure de la rue d'Ulm, il devient l'élève, puis l'ami. Dès que sa mère le sait autonome, grâce à une petite bourse, elle reprend un emploi de secrétaire et poursuit son existence avec un autre homme. Il a pour autre professeur Jacques Derrida. Il devient au sein de l'UEC le secrétaire des sections des écoles normales supérieures. En 1976, sa compagne, une mathématicienne, et lui, rompent leur relation qui aura duré cinq années.

### Carrière de professeur de philosophie
Agrégé de philosophie en 1975, André Comte-Sponville enseigne à partir de 1976 la philosophie aux classes de terminale, effectue une année de stage au lycée Adolphe-Chérioux de Vitry-sur-Seine, puis deux années au lycée Dupleix de Landrecies, dans le Nord, et deux au lycée Joseph Fourier d'Auxerre. Le 23 décembre 1978, il épouse l'agrégée et poétesse Maximine Lagier, dont il aura trois fils. En 1980, il pétitionne contre l'invasion de l'Afghanistan par l'URSS et ne renouvelle pas son adhésion à un PCF déliquescent. En 1981, sa fille et premier enfant décède d'une méningite foudroyante à l'âge de six semaines, 
De 1981 à 1984, il enseigne à l'École normale d'instituteurs de Melun. Il s'installe non loin de là, dans un modeste pavillon de Moret-sur-Loing qui le met à un quart d'heure à pied de la forêt de Fontainebleau. C'est alors que sa mère se suicide. Les questions de psychopédagogie soulevées par la formation des instituteurs, l'ayant par ailleurs conduit à une relecture assidue de Sigmund Freud, il entreprend une courte mais intense psychanalyse de deux années et choisit finalement une pratique régulière du zazen enseignée par son ami Jacques Castermane, un disciple de Karl von Dürckheim. Il trouve le temps de préparer, sous la direction de Marcel Conche, une thèse de doctorat, qu'il soutient en Sorbonne en 1983 et qui est publiée l'année suivante.
Après ces huit années consacrées aux élèves puis aux professeurs de l'enseignement secondaire, il postule à un poste d'assistant au département de philosophie de l'université Paris-1 Panthéon-Sorbonne que dirige le spinoziste Robert Misrahi, ex-secrétaire de Jean-Paul Sartre et successeur de Vladimir Jankélévitch. Soutenu par l'historien de la philosophie Jean Deprun, il y est nommé pour la rentrée 1984. Aux côtés de Michel Paty, Pierre Macherey, Didier Gil, Jacques d'Hondt, il est un des « maîtres de conférences », nouveau titre donné en 1985 à sa fonction par la réforme Saunier-Seïté, du séminaire d'histoire du matérialisme délivré par le Centre d'histoire des systèmes de pensée moderne (CHSPM), école doctorale que dirige Olivier Bloch, puis anime, sur le site de Tolbiac, des cours pour les élèves de première, deuxième et troisième année, ainsi que des cours de licence et d'agrégation à la Sorbonne. il se sépare de sa femme en 1988.
En 1995, son septième livre, Petit Traité des grandes vertus, est un succès, vendu en France à 300 000 exemplaires (hors poche) et traduit en vingt quatre langues. Désormais célèbre, il se trouve définitivement libéré des contraintes financières. Trois ans plus tard, la direction du CHSPM revient à Jean Salem, resté marxiste. À l'âge de quarante-six ans, André Comte-Sponville clôt quatorze années d'enseignement universitaire pour se consacrer à l'écriture et à des conférences données en dehors de l'alma mater.

### Philosophe médiatique

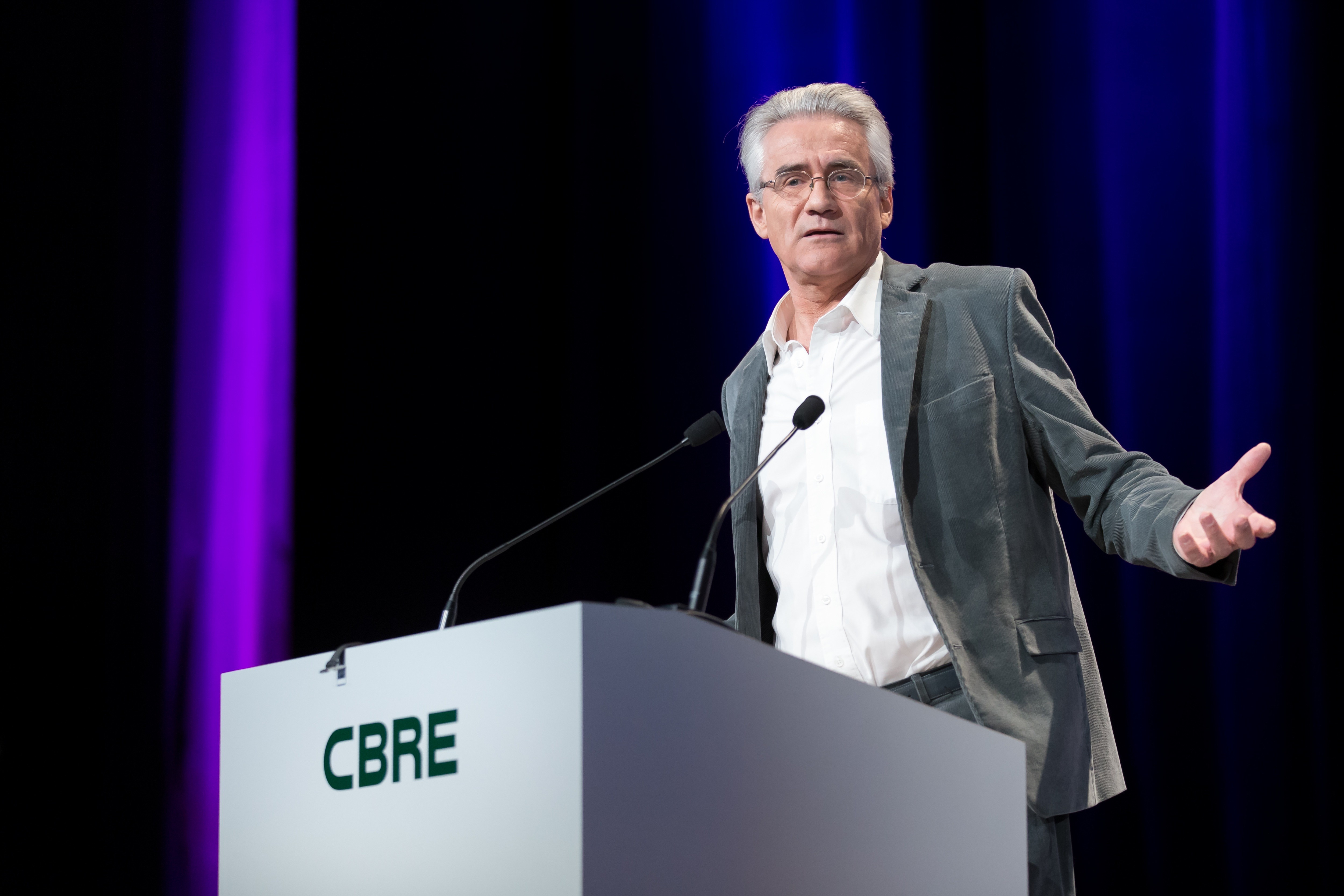
Comte-Sponville, en 2013 au forum annuel de la société CBRE.

André Comte-Sponville écrit beaucoup dans la presse grand public (Le Monde, Libération, Le Nouvel Observateur, L’Événement du jeudi, L’Express, Psychologies Magazine, Le Monde des religions, Challenges…) et dirige trois numéros de la Revue internationale de philosophie, consacrés respectivement à Montaigne (no 181, 1992), Pascal (no 199, 1997) et Alain (no 215, 2001). Cette même revue lui consacre un numéro.
Divorcé depuis 1996, il se pacse le 13 juillet 2000  avec la portraitiste imaginaire Sylvie Thybert après une vie partagée avec elle depuis 1988
Il est souvent invité sur les plateaux télévisés, notamment chez Michel Polac, Bernard Pivot, Guillaume Durand, Frédéric Ferney, François Busnel, Christine Ockrent, Patrick Poivre d'Arvor, Serge Moati, Catherine Ceylac et Frédéric Taddeï. Régulièrement, des entreprises privées et structures patronales l'invitent à venir donner des conférences, pour lesquelles elles le rétribuent confortablement,,. En 2006, il en fait une activité commerciale.
Membre du comité d'honneur de l'Association pour le droit de mourir dans la dignité qui déclare que « la liberté de choix est une valeur plus haute que la vie », il siège au Comité consultatif national d'éthique de mars 2008 à mars 2016.
En 2022, il devient membre du conseil de surveillance du groupe d’édition Humensis.

## Philosophie

### Pour une éthique matérialiste
Ses philosophes de prédilection sont Épicure, les stoïciens, Montaigne et Spinoza. Parmi les contemporains, il se sent surtout proche de Claude Lévi-Strauss, Marcel Conche et Clément Rosset, en Occident, et de Swami Prajnanpad et Krishnamurti en Orient.
André Comte-Sponville tente de rapprocher les réponses des philosophes traditionnels des questions d'aujourd'hui. « Comment vivre ? », « Comment être heureux ? », « La vie a-t-elle un sens ? », « Comment trouver la sagesse sans se soumettre aux religions ? », « Comment être libre ? », « La vertu est-elle encore possible ? », « Jusqu’où va la tolérance ? ».
C'est un philosophe se décrivant comme matérialiste, rationaliste et humaniste. Il propose une métaphysique matérialiste, une éthique humaniste et une spiritualité sans Dieu, présentées comme « une sagesse pour notre temps ».
Il dit avoir perdu la foi à dix-huit ans, mais de cette foi, il reste en lui une morale helléno-chrétienne et une spiritualité laïque, qui débouche sur une mystique de l’immanence : « Nous sommes déjà dans le Royaume ; l’éternité, c’est maintenant. » Selon Luc Ferry, il serait proche du bouddhisme. Michel Onfray le définit comme « un chrétien athée ». Lui-même se définit comme « athée non dogmatique et fidèle » : « athée » car il ne croit en aucun dieu, « non dogmatique » car il intègre le fait que l'athéisme est une croyance et non pas un savoir, « fidèle » car restant attaché à un certain nombre de valeurs morales, culturelles et spirituelles, tronc commun de l'humanité, transmises historiquement par certaines des grandes religions.
Politiquement, Comte-Sponville se définit comme social-démocrate ou libéral de gauche. À l'occasion de l'élection présidentielle de 2017, Comte-Sponville affirme au journal Le Parisien avoir voté pour Emmanuel Macron au premier et au second tour, car le candidat était « le seul à être résolument pro-européen » et réalisait, à ses yeux, « l'union nationale », sur une base « et de droite et de gauche ».

### «Insistantialisme»
« Par jeu et par opposition à l'existentialisme, pour caractériser [sa] position », André Comte-Sponville a forgé le concept d’insistantialisme. Selon Laurent Bove, c'est « un des concepts-clés de l’originalité prospective de la démarche proprement philosophique d’André Comte-Sponville. L’insistantialisme est, en effet, en premier lieu, la définition d’une métaphysique matérialiste du temps sur laquelle s’étaye une éthique, une politique, et aussi une esthétique. ».
Comte-Sponville explique : « L’insistance, c’est donc la vérité de l’existence, pour tout être, et pour l’homme même dès qu’il se débarrasse des illusions finalistes, spiritualistes ou anthropocentriques qu’il se fait sur lui-même. Adieu l’existentialisme ! Aucun projet n’échappe au présent, aucune transcendance n’échappe à l’immanence, aucune liberté n’échappe au réel. L’homme n’est pas un empire dans un empire, ni un néant dans l’être. Il est ce qu’il est, il fait ce qu’il fait : il n’échappe ni au principe d’identité, ni au principe de raison. L’essence précède l’existence, ou plutôt rien n’existe que ce qui est (essence et existence, dans le présent de l’être (en), sont bien sûr confondues), et c’est pourquoi exister, c’est insister : parce que c’est continuer d’être et d’agir. Cela vaut pour l’homme comme pour tout être physique, c’est-à-dire pour tout être. L’insistantialisme, si vous me passez le mot, n’est pas un humanisme, ou ce n’est pas d’abord un humanisme : c’est d’abord un naturalisme, c’est d’abord une pensée de l’être, de la puissance, du devenir, et ce n’est que secondairement que nous pourrons, si nous le voulons, y trouver des raisons humaines de vivre et de lutter ».

### Philosophie de l'expérience intime
En 2012, il confie : 

« En quarante ans de vie adulte, je n’ai vécu célibataire qu’un an. Je crois à l’amour conjugal. Ce que je partage avec ma femme depuis vingt-quatre ans est ce que j’ai pu vivre de meilleur. »

Il pratique la méditation assise et silencieuse en tant qu'exercice « indissociablement corporel et spirituel ».

Dans L’Inconsolable et autres impromptus paru en 2018 et qui se compose de 12 articles, Comte-Sponville traite plusieurs sujets de façon intimiste : ce qu'il y a d’inconsolable dans la condition humaine, mais aussi la joie de vivre, l'ennui, Beethoven, Jules Laforgue, Louis Althusser, les droits des animaux, la solitude, le sort des chrétiens dans le monde, ainsi qu'un résumé de sa « métaphysique athée »,. Le philosophe y aborde notamment son expérience de la perte de son premier enfant, une petite fille emportée à six semaines par une méningite foudroyante. Il indique dans une entrevue au sujet de son livre : 

« Je voulais sortir de l'érudition : pour toucher le lecteur de manière plus profonde, être plus vrai. Quand on parle de sagesse les gens vous fantasment comme un sage, ce que je ne suis pas ! Je voulais philosopher sur ce que je suis vraiment, dire la vérité... en m’éloignant de la technique... »

## Œuvres

### Traités de sagesse
- Traité du désespoir et de la béatitude, PUF.
  - Tome 1, Le mythe d’Icare, 1984.
  - Tome 2, Vivre, 1988.
- Une éducation philosophique, PUF, 1989.
- L’Amour la solitude, Paroles d'Aube, 1992.
- Petit Traité des grandes vertus, PUF, 1995.
- L’Être-temps, PUF, 1999.
- Le Gai Désespoir, l'intégrale des entretiens Noms de Dieux d'Edmond Blattchen Alice Éditions, Liège, 1999  (ISBN 978-2930182124) ,
- Chardin ou La matière heureuse, Adam Biro, 1999.
- Le Bonheur, désespérément, Pleins Feux, 2000.
- La Vie humaine, Hermann, 2005.
- Le Sexe ni la mort. Trois essais sur l’amour et la sexualité, Albin Michel, 2012.
- Du tragique au matérialisme (et retour), PUF, 2015.
- Que le meilleur gagne !, Robert Laffont, 2021
- L'opportunité de vivre, PUF, 2025.

### «Propos»
- Impromptus, PUF, 1996, 92 p.

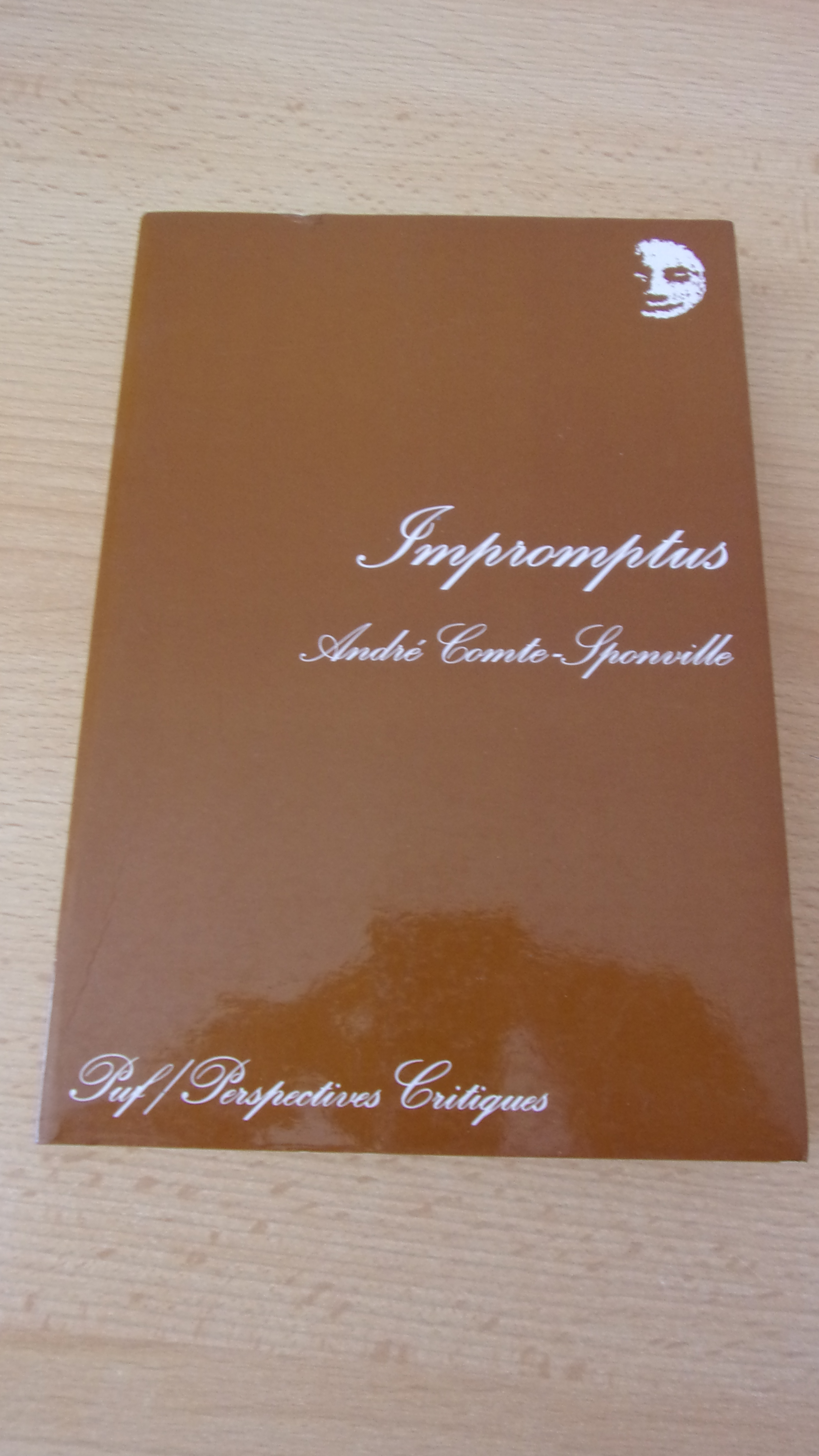
Impromptus, paru en 1996, se veut une rénovation d'une manière d'écrire pratiquée par Alain dans ses Propos.

 — Douze articles écrits « sur-le-champ et sans préparation [...] fidèles au premier jet, à l’invention du moment, comme faisait Schubert, comme faisait Montaigne ».
- Le Goût de vivre et cent autres propos, Albin Michel, 2010.
- L’Inconsolable et autres impromptus, PUF, 2018.
- Contre la peur, et cent autres propos, Albin Michel, 2019[67],[68]

 — Recueil de chroniques publiées dans diverses revues.

### Aphorismes
- Du corps, PUF, 2009.

### Essais à deux
- Avec François George, Arsène Lupin, gentilhomme philosopheur, L'Aiguille Preuve, 1995.
- Avec Luc Ferry, La Sagesse des Modernes, Robert Laffont, 1998.

### Études éthiques
- Valeur et vérité. Études cyniques, PUF, 1994.
- Le capitalisme est-il moral ?, Albin Michel, 2004.
- L'Esprit de l'athéisme. Introduction à une spiritualité sans Dieu, Albin Michel, 2006.

### Entretiens philosophiques
- Avec Philippe Capelle, * Dieu existe-t-il encore ?, coll. Lexio. Philosophie, 109 p., éditions du Cerf, 2005  (ISBN 978-2-20407-975-4) / réédition : éditions du Cerf, 2022 •  (ISBN 978-2-20414-743-9)
- Avec François L'Yvonnet, C'est chose tendre que la vie, Albin Michel, 2015.
- Avec Frédéric Amauger, trad. LSF Vivien Fontvieille, Sous le signe de la philosophie, Eyes Éditions, 2018  (ISBN 978-2-9557825-1-4), 72 p.

 — Complété d'une vidéo de l'entretien avec traduction en langue des signes.

### Essais à partir de philosophes
- « Je ne suis pas philosophe » : Montaigne et la philosophie, Honoré Champion, 1993.
- Camus, de l’absurde à l’amour (en collaboration), Paroles d'Aube, 1995. Réed. La Renaissance du Livre 2001
- Le Miel et l’Absinthe. Poésie et philosophie chez Lucrèce, Hermann, 2008.
- Lucrèce, poète et philosophe, La Renaissance du Livre, 2001.
- Dictionnaire amoureux de Montaigne, Plon, 2020.

### Ouvrages didactiques
- De l’autre côté du désespoir. Introduction à la pensée de Svâmi Prajnânpad, Jean-Louis Accarias L'Originel, 1997.
- Présentations de la philosophie, Albin Michel, 2000.
- Dictionnaire philosophique, PUF, 2001. Deuxième édition en 2013 (400 nouvelles entrées)[69]. Troisième édition revue et augmentée en 2021 (613 nouvelles entrées)
- La Philosophie, PUF, coll. « Que sais-je ? », 2005.
- Le Plaisir de penser, Librairie Vuibert, 2015, réédité en 2022.

### Contribution à des ouvrages collectifs
- Pourquoi nous ne sommes pas nietzschéens (en collaboration), Grasset, 1991.
- Marie Laurence Gaudrat, avec Gilles Perrault et Jacques Mougenot, Somogy, 2001
- A-t-on encore besoin d’une religion ?, André Comte-Sponville, Bernard Feillet, Alain Rémond, et Alain Houziaux, éditions de l'Atelier, 2003  (ISBN 978-2708236950).
- La Plus Belle Histoire du bonheur, avec Jean Delumeau et Arlette Farge, Seuil, 2004.
- Aimer désespérément, Albin Michel, avec Étienne Klein, Jean-Yves Leloup, Marie de Solemne, 2006  (ISBN 978-2226172808).
- Le Management relationnel : Manager et Managé sont dans un bateau…, Philippe Van Den Bulke, Ivan Monème, Luc Doublet et André Comte-Sponville, rééd. chez Dunod, coll. « Progrès du management »  (ISBN 978-2100497768).
- Écologie et Spiritualité, Albin Michel, avec, entre autres, Jacques Brosse, Eugen Drewermann, Albert Jacquard, Jacques Lacarrière, Théodore Monod, Jean-Marie Pelt, Pierre Rabhi, Annick de Souzenelle… , 2006  (ISBN 2226172823).
- Regards sur le sport, collectif, dirigé par Benjamin Pichery et François L'Yvonnet, Le Pommier/INSEP, 2010, 256 p.  (ISBN 978-2-7465-0484-4).
- Participation à l'ouvrage collectif Nous sommes Charlie : 60 écrivains unis pour la liberté d'expression. Paris : Le Livre de poche n° 33861, janvier 2015, p. 36-37.  (ISBN 978-2-253-08733-5) avec une texte titré Écrasons l'infâme.

### Préfaces
- Marc Wetzel, Les Promenades d’un rêveur solitaire ou Le Retour de Marcel Cogito, Castelnau-le-Lez, Climats, 1995  (ISBN 2-84158-029-6)
- Patrick Renou, Seuls les vivants meurent, éd. Le Temps qu'il fait 2008  (ISBN 9782868535030).
- Éric Oudin & Cyril Morana, L’Art, de Platon à Deleuze, 2009  (ISBN 978-2212544589).
- Catherine Merrien, L’Amour, de Platon à Comte-Sponville, éd. Eyrolles, 2009.
- Éric Oudin & Cyril Morana, La Liberté, d’Épicure à Sartre., 2010  (ISBN 978-2212547337).

### Discographie
- 2005 : Petit Traité des grandes vertus, Livraphone.
- 2007 : Le Bonheur, conceptions orientales et occidentales (3 CD audio), avec François Jullien, éd. Frémeaux & Associés.
- 2008 : L’Amour (3 CD audio), éd. Frémeaux & Associés.
- 2008 : Qu’est-ce qu'une spiritualité sans Dieu ? (3 CD audio), éd. Frémeaux & Associés.
- 2009 : André Comte-Sponville (DVD 100 min), en compagnie de François L'Yvonnet, conception et réalisation Benjamin Pichery, éd. INSEP, coll. « Regards sur le sport ».
- 2010 : Le Mal : le Méchant, le Salaud, le Pervers, le Médiocre (3 CD audio), avec Michel Terestchenko, éd. Frémeaux & Associés.

## Décoration
- Chevalier de la Légion d'honneur (1996)[70].

## Récompenses et prix
- Prix La Bruyère de l'Académie française pour son livre Petit Traité des grandes vertus (1996)[71].
- Docteur honoris causa de l'université de Mons-Hainaut, en Belgique[72].

## Réception critique
En 1984, à propos du premier livre du jeune André Comte-Sponville, Le mythe d'Icare, Michel Foucault, lui-même revenu, avant sa mort prématurée , à une philosophie conçue comme une sagesse pratique , lui écrit une courte lettre chaleureuse le remerciant de lui avoir adressé son livre et lui témoignant sa reconnaissance, ajoutant : « Voici, enfin, un vrai livre de philosophie, une véritable éthique. »
En 1999, le philosophe et épistémologue Dominique Lecourt a qualifié de « piètres penseurs », dans son livre homonyme, plusieurs philosophes très présents dans les médias tels qu'André Comte-Sponville et Luc Ferry, leur pensée n'étant pas, selon lui, à la hauteur de philosophes emblématiques des années 1960 tels que Foucault et Deleuze. Le critique Michel Crépu considère que « la colère de Dominique Lecourt contre les « philosophes médiatiques » est saine. Mais que d'amalgames ! [...] Une fois de plus, tout se passe comme si le label « 68 » était intouchable. Au nom de quel sens étrange de la propriété ? L'auteur a voulu faire son numéro et il s'arrose lui-même ».
Jean-François Raguet, écrivain contestataire, pamphlétaire, en guerre contre la philosophie contemporaine et issu de la nébuleuse trotskiste, a eu pour cible notamment André Comte-Sponville dans les années 2000.
Louis Cornellier, écrivain québécois, écrit qu’« André Comte-Sponville sait combiner la rigueur et l'accessibilité », et note que « ses qualités de style en font un des écrivains les plus lumineux de la francophonie actuelle [en 2005]. »
Jacques Bouveresse, philosophe français, lui reproche, en 2009, de faire partie de ces confrères contemporains, comme Luc Ferry et Alain Finkielkraut, devenus des « obligés du pouvoir, quasiment », et qu'il « aime encore mieux les Staliniens, carrément, les Staliniens qu’on devait supporter dans les années soixante. Ils avaient une autre classe, ce n’est pas du tout comparable ».
Michel Meyer, philosophe belge, directeur de la Revue internationale de philosophie, le considère comme « l'un des plus grands philosophes français depuis Sartre. »
En 2020, un Cahier de L’Herne, collection qui honore les auteurs « qui ont marqué leur génération », est consacré à Comte-Sponville.